# Gloria La Riva
Gloria Estela La Riva (Albuquerque, Nuevo México, Estados Unidos, 13 de agosto de 1954) es una política estadounidense vinculada al Partido Socialismo y Liberación. Fue la candidata de ese partido para las elecciones presidenciales de 2008. La Riva lanzó su campaña presidencial en enero de 2008, llevando a Eugene Puryear como candidata a vicepresidente. En 2016 volvió a presentarse en las elecciones presidenciales, junto al mismo partido. Dennis Banks, activista del pueblo ojibwa, fue su compañero de fórmula, con el que obtuvo 254 607 votos respectivamente.

## Carrera política
En 1994 y 1998 fue candidata a gobernadora del estado de California por el Partido Paz y Libertad. En 1984, 1988 y 1996 se presentó como candidata independiente para el cargo de vicepresidente. Fue la organizadora de varias manifestaciones masivas que se oponían a la guerra de Irak. A su vez, es la coordinadora del «Comité Nacional para la Libertad de los Cinco Cubanos», habiendo trabajado durante décadas para poner fin a las hostilidades entre Estados Unidos y Cuba.
La UPeC (Unión de Periodistas de Cuba) le otorgó la distinción Félix Elmuza ―establecida por el Consejo de Estado de la República de Cuba en honor a Félix Elmuza (periodista cubano integrante del Granma asesinado por la dictadura batistiana)―.
En las elecciones presidenciales de 2008, recibió 7478 votos, ocupando el noveno lugar en mayor cantidad de sufragios.
Fue candidata a las Elecciones presidenciales de Estados Unidos de 2020 con un total de 61.760 votos en todo el país norteamericano.[cita requerida]